# Diakonie Jaroměř
Diakonie ČCE – středisko Milíčův dům (Diakonie Jaroměř) je jedním ze středisek Diakonie Českobratrské církve evangelické. Od roku 1992 poskytuje sociální služby pro děti, mladé lidi a rodiny s dětmi, u nichž chce předcházet sociálnímu vyloučení.

## Historie
Středisko bylo založeno v roce 1992 Farním sborem ČCE v Semonicích. V roce 1993 byl v Jaroměři zakoupen dům, který byl postupně rekonstruován a v roce 1996 slavnostně otevřen. Do této doby poskytovalo středisko služby především terénní formou. V roce 2003 bylo středisku uděleno pověření k výkonu sociálně právní ochrany dětí. Od roku 2007 do roku 2018 provozovalo středisko nízkoprahové zařízení pro děti a mládež, v roce 2013 byla registrována sociálně aktivizační služba pro rodiny s dětmi, jako poslední začalo středisko poskytovat odborné sociální poradenství.

## Poskytované služby
V roce 2018 poskytuje středisko dvě registrované sociální služby, které se zaměřují na prevenci sociálního vyloučení dětí a mládeže.
- Sociálně aktivizační služby pro rodiny s dětmi
- Odborné sociální poradenství

Mimo to nabízí dětem základních škol doučování.

## FestNeFest

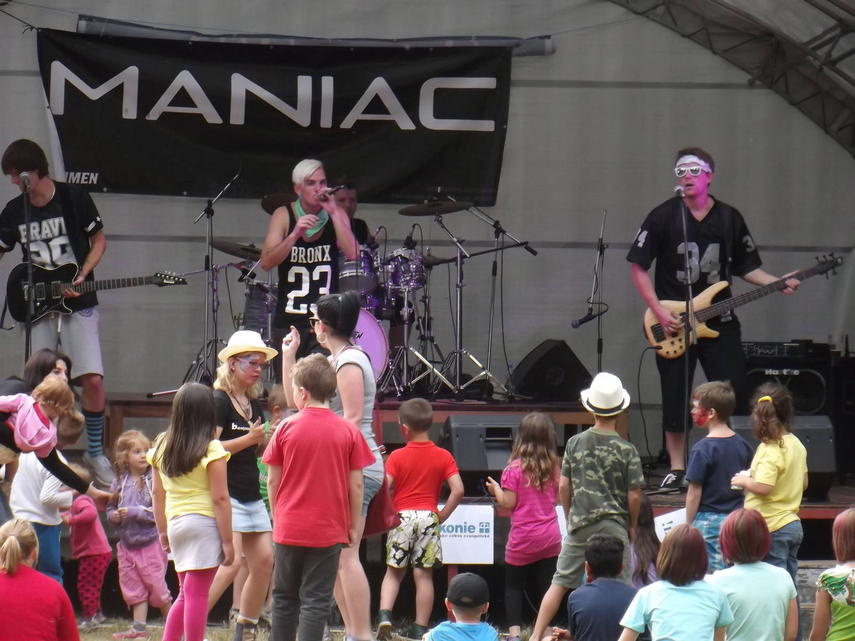
Maniac na FestNeFest 2015

FestNeFest je letní festival pro děti a mládež, který tradičně pořádá středisko Milíčův dům. Snaží se představit Jaroměř jako místo, které nabízí možnost kulturního a společenského vyžití. Na festivalu vystupují různé kapely (nejčastěji rock a pop-rockové), připravený je i doprovodný program pro děti. V rámci festivalu je rovněž prezentována činnost služeb střediska.

## Galerie

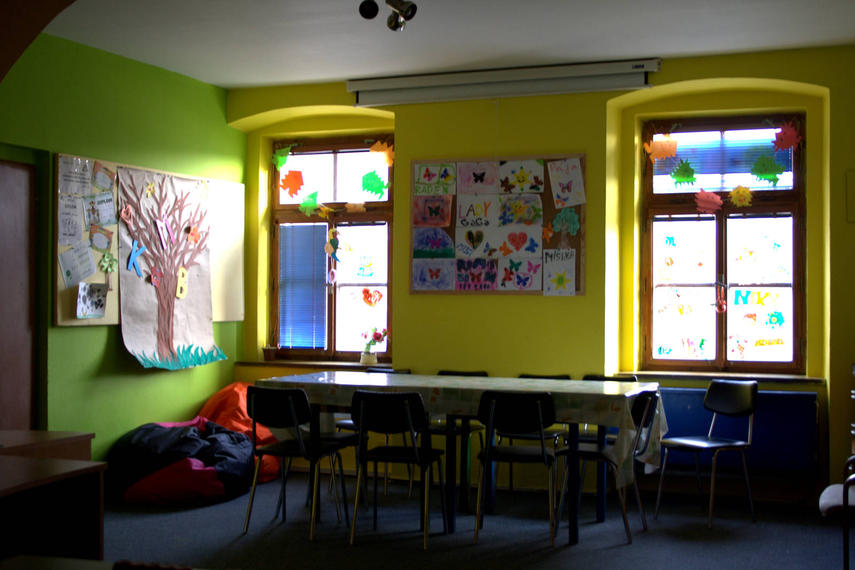
Klub Malého Bobše
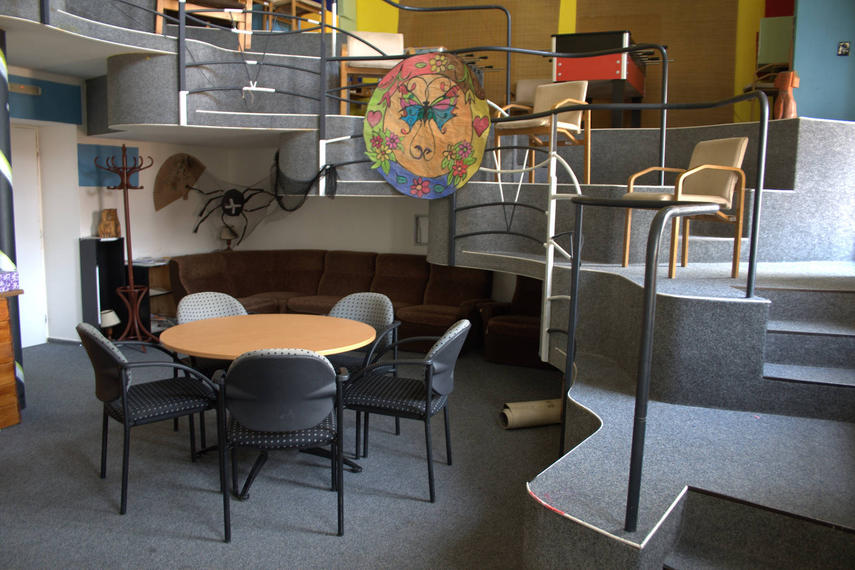
Prostory sociálně aktivizační služby
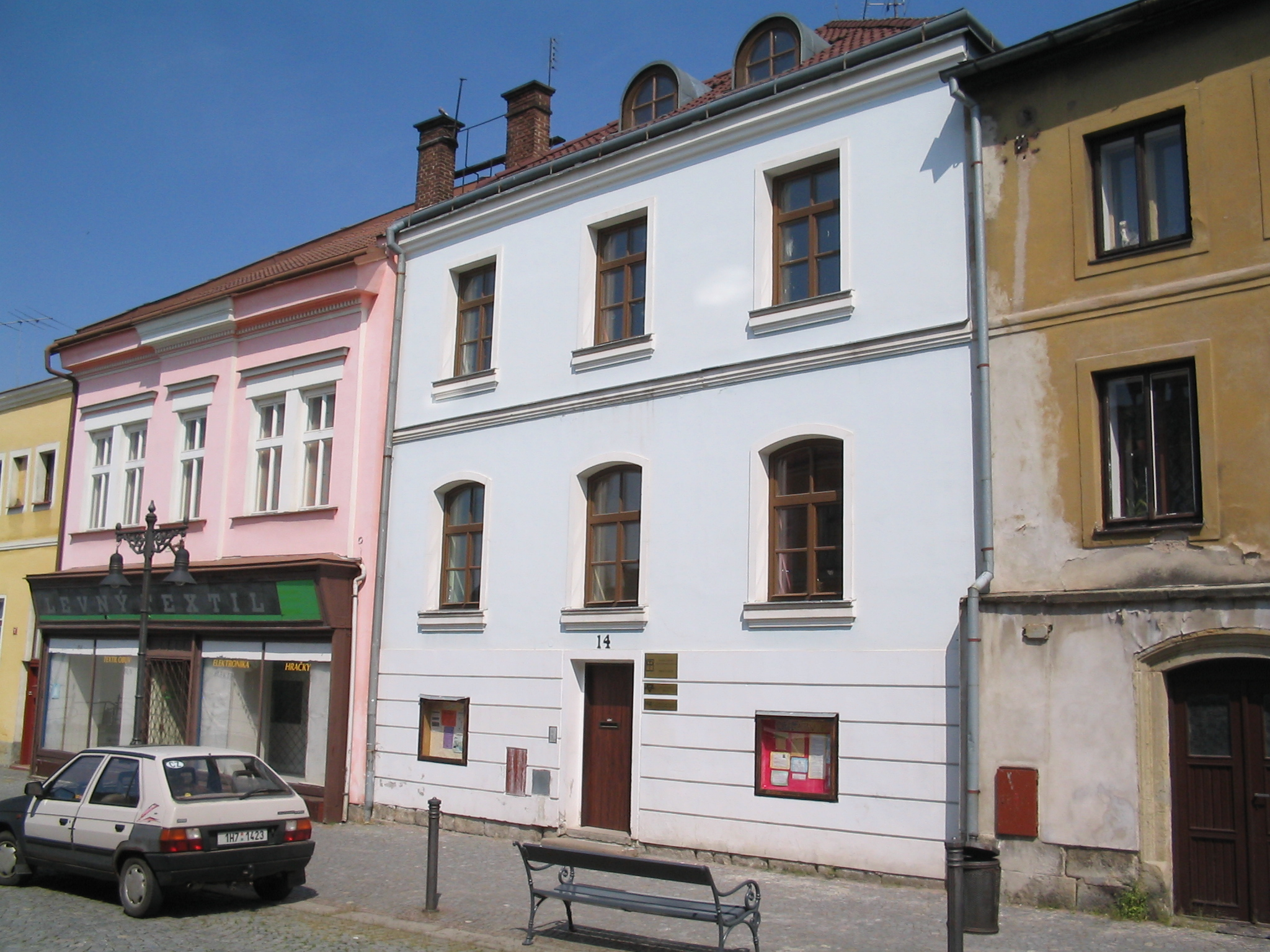
Milíčův dům Diakonie Jaroměř